# بانک اطلاعات بیگ کارتون
بانک اطلاعات بیگ کارتون (انگلیسی: The Big Cartoon DataBase) که به اختصار «BCDB» نامیده می‌شود یک بانک اطلاعاتی اینترنتی دربارهٔ «کارتون‌های پویانمایی‌شده»، «فیلم‌های بلند کارتونی» و «فیلم‌های کوتاه کارتونی» است.
این پایگاه اطلاعاتی کارش را در سال ۱۹۹۶ میلادی و تنها با فهرست‌کردنِ کارتون‌هایِ شرکتِ دیزنی بر روی کامپیوتر شخصی بنیان‌گذار خود «دیوید کُخ» آغاز کرد. با افزایش استقبال از این پروژه، در سال ۱۹۹۸ میلادی، این بانک اطلاعاتی به صورت اینترنتی در دسترس همگان قرار گرفت و اطلاعات جامع‌تری را دربارهٔ محصولات کارتونی شرکت‌های دیگر جمع‌آوری و عرضه کرد.
در سال ۲۰۰۳، این پایگاه داده‌ها مبدل به یک سازمان ۵۰۱ (سی) غیرانتفاعی شد و تا ۲۴ ژوئن ۲۰۰۹ میلادی مشتمل بر ۱۰۰٫۰۰۰ عنوان کارتون و انیمیشن بود.